# Zbornik
Zbornik (zbor, od prasl. i stsl. sъborъ (slov. zbor, rus. sbor) ≃ s- (sa-) + brati + nik ), knjiga s mnoštvo različitih tekstova odnosno sadržajno samostalnih priloga različitih autora povezanih zajedničkim naslovom. Tekstovi koje obuhvaća mogu biti znanstveni i stručni članci, studije ili rasprava, umjetničkih djela poput pjesama i ostalih književnih oblika i dr. Zajedničko svem sadržaju je što je tematski (zemljopisno, znanstvena grana, obljetnica i dr.), ili svrhovno povezan. Također može obuhvaćati sva ili izabrana djela (ili sažetci ili nacrtci radova) prinesena nekom znanstvenom skupu, konferenciji, okruglom stolu, književnoj, glazbenoj manifestaciji, kongresu i tako dalje. Sadržaj zbornika u cjelinu okuplja urednik. Zbornikom se naziva i periodična izdanja. Spomenica je posebna vrsta zbornika. U srednjem vijeku zbornici su obuhvaćali tekstove iz raznih razdoblja i izvora, npr. Petrisov zbornik, Hvalov zbornik. Zbornik je oblik pisane kulture.